# واژه‌فراموشی
واژه‌فَراموشی (به انگلیسی: Lethologica) یکی از اختلالات روانشناختی است که باعث می‌شود فرد نتواند بخشی از اندیشهٔ خود را بیان کند، زیرا مغز او گاه برخی از واژه‌ها، عبارت‌ها و نام‌های مهم را موقتاً فراموش می‌کند.